# Takajuki Kuwata
Takajuki Kuwata (* 26. červen 1941) je bývalý japonský fotbalista.

## Klubová kariéra
Hrával za Toyo Industries.

## Reprezentační kariéra
Takajuki Kuwata odehrál za japonský národní tým v letech 1961–1962 celkem 5 reprezentačních utkání.

## Statistiky
| Japonsko | Japonsko | Japonsko |
| Roky     | Záp.     | Góly     |
| -------- | -------- | -------- |
| 1961     | 2        | 1        |
| 1962     | 3        | 1        |
| Celkem   | 5        | 2        |